# Zakrzów (Włoszczowa)
Pour les articles homonymes, voir Zakrzów.
Zakrzów est une localité polonaise de la gmina de Secemin, située dans le powiat de Włoszczowa en voïvodie de Sainte-Croix.